# کمیل ۱۴۱۲۴
سیارک ۱۴۱۲۴ (به انگلیسی: 14124 Kamil، نامگذاری:1998QN60) چهارده هزار و صد و بیست و چهارمین سیارک کشف شده‌است که در ۲۸ اوت ۱۹۹۸ کشف شد.
قدر مطلق سیارک برابر ۱۴٫۰۰ است.